# Oak Creek Township (Saunders County, Nebraska)
Oak Creek Township je jeden ze dvaceti čtyř townshipů v okrese Saunders County v Nebrasce ve Spojených státech amerických.
V rámci townshipu leží též vesnice Valparaiso.

## Obyvatelstvo
Dle sčítání lidu Spojených států amerických v roce 2000 zde žilo 949 obyvatel, ze kterých bylo 40,8 % českého původu. V roce 2000 tak Oak Creek Township byla komunita v USA, kde žil procentuálně druhý největší podíl lidí českého původu. Dle odhadu z roku 2006 zde žilo 988 obyvatel.